# Azrikam
Azrikam (hebrejsky עַזְרִיקָם, v oficiálním přepisu do angličtiny Azriqam) je vesnice typu mošav v Izraeli, v Jižním distriktu, v Oblastní radě Be'er Tuvja.

## Geografie
Leží v nadmořské výšce 43 metrů v pobřežní nížině, v regionu Šefela.
Obec se nachází 8 kilometrů od břehu Středozemního moře, cca 35 kilometrů jihojihozápadně od centra Tel Avivu, cca 51 kilometrů jihozápadně od historického jádra Jeruzalému a 6 kilometrů severozápadně od Kirjat Mal'achi. Severovýchodně od vesnice se rozkládá letecká základna Chacor. Azrikam obývají Židé, přičemž osídlení v tomto regionu je etnicky převážně židovské.
Azrikam je na dopravní síť napojen pomocí lokálních silnic číslo 3703 a číslo 3711.

## Dějiny
Azrikam byl založen v roce 1950. Novověké židovské osidlování této lokality začalo po válce za nezávislost, kdy v roce 1948 tuto oblast ovládla izraelská armáda a došlo k vysídlení většiny zdejší arabské populace. Na místě nynějšího mošavu se do roku 1948 rozkládala arabská vesnice al-Batani al-Gharbi.
Zakladateli mošavu byla skupina Židů z Tuniska. Nastěhovali se do blízkosti ruin opuštěné arabské vesnice. Pobývali ve provizorních stanech, bez přívodu vody, elektřiny a dopravního spojení. První osadníci se zde ale neudrželi a po roce byla vesnice dosídlena židovskými přistěhovalci z Íránu, Iráku, Indie a Jemenu. Roku 1955 sem dorazili i Židé z Maroka.
Postupně prošla obec stavební expanzí, kdy došlo k výstavbě nových domů pro mladou generaci zdejších usedlíků. Ve vesnici stojí pomník padlým, synagoga v tuniském stylu a další synagoga inspirovaná tradicemi marokánských Židů. Funguje zde obchod se smíšeným zbožím, sportovní areály a společenské středisko. Místní ekonomika je založena na zemědělství. Rozkládá se tu cca 300 dunamů (30 hektarů) citrusových sadů.

## Demografie
Podle údajů z roku 2014 tvořili naprostou většinu obyvatel v Azrikam Židé (včetně statistické kategorie "ostatní", která zahrnuje nearabské obyvatele židovského původu ale bez formální příslušnosti k židovskému náboženství).
Jde o menší obec vesnického typu s dlouhodobě rostoucí populací. K 31. prosinci 2014 zde žilo 1318 lidí. Během roku 2014 populace stoupla o 1,3 %.
| Rok            | 1961 | 1972 | 1983 | 1995 | 2001 | 2003 | 2004 | 2005 | 2006 | 2007 | 2008 | 2009 | 2010 | 2011 | 2012 | 2013 | 2014 |
| -------------- | ---- | ---- | ---- | ---- | ---- | ---- | ---- | ---- | ---- | ---- | ---- | ---- | ---- | ---- | ---- | ---- | ---- |
| Počet obyvatel | 511  | 623  | 533  | 725  | 984  | 1033 | 1020 | 1071 | 1080 | 1125 | 1157 | 1125 | 1155 | 1217 | 1238 | 1301 | 1318 |